# Passiewerktuigen

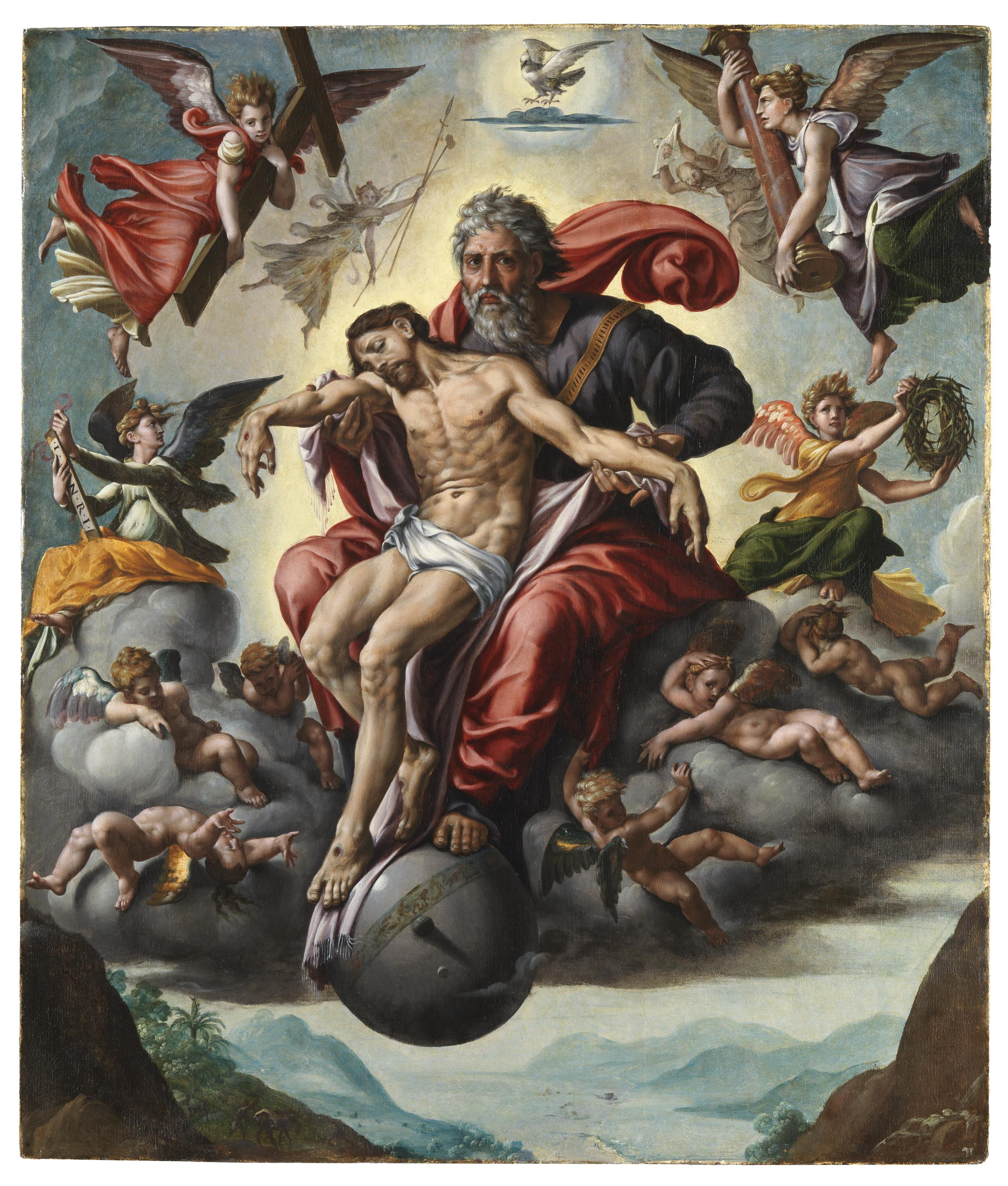
Christus met God en Heilige Geest omringd door passiewerktuigen die door engelen worden gedragen. Pieter Coecke Van Aelst (1502 - 1556)

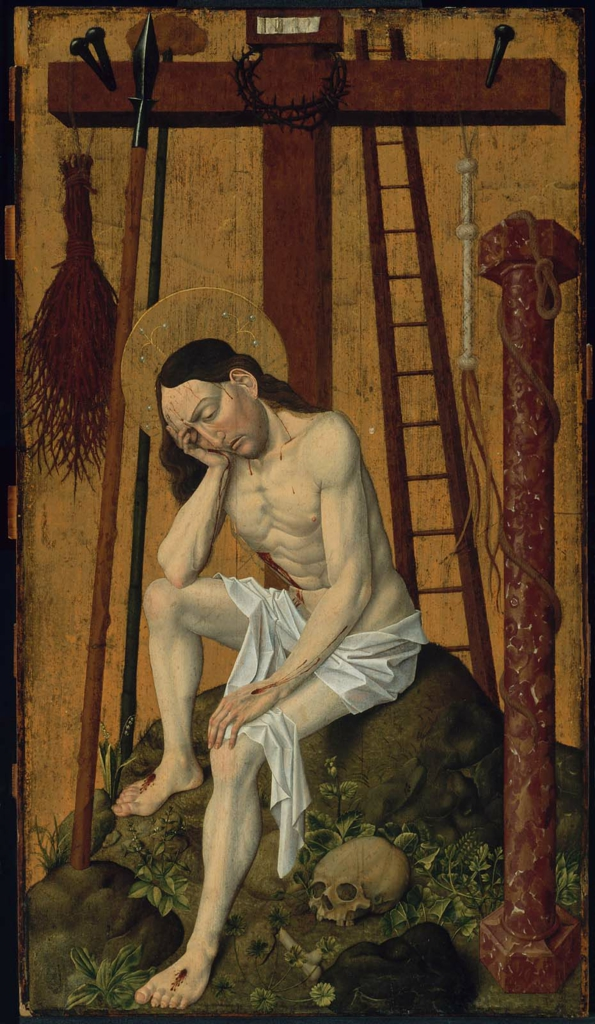
Christus met zijn wapens

Passiewerktuigen (ook Arma Christi, Latijn voor wapenen van Christus, en lijdenswerktuigen) zijn voorwerpen die behoren bij de lijdensweg van Jezus Christus, waarmee Christus gemarteld en bespot werd in de laatste uren voor zijn dood. Ze worden ook wel 'wapenen' genoemd omdat volgens de christenen Christus hiermee de verlossing of de overwinning op zonde en dood behaalde.
Deze voorwerpen worden in de beeldende kunst vaak gedragen door engelen die Christus omringen of als attributen van heiligen. Als attribuut komen ze voor bij het beeld van de heilige Bernardus van Clairvaux en op wapenschilden. Ook zijn ze wel als groep afgebeeld, onder andere in het thema van de Gregoriusmis. De passiewerktuigen zijn belangrijk als symbool van het christelijk geloof, en vormen als groep al sinds lange tijd een traditie in de iconografie. Het negende-eeuwse Utrechts Psalter uit de Karolingische renaissance bevat er een voorbeeld van.
De belangrijkste passiewerktuigen zijn:
- geselkolom
- gesel
- spotmantel
- doornenkroon
- rietstok
- kruis
- de doek van Veronica
- spijkers
- hamer
- dobbelstenen
- INRI, het opschrift op het kruis
- emmer (voor azijn)
- de spons
- lans
- nijptang